# Арина Сабаленка
Арина Сјаргејевна Сабаленка (блр. Арына Сяргееўна Сабаленка; Минск, 5. мај 1998) је белоруска професионална тенисерка и тренутни број 1 на ВТА листи. У конкуренцији парова најбољи пласман имала је 22. фебруара 2021. када се налазила на 1. месту  ВТА листе. Једна је од ретких тенисерки које су нашле своје место у 10 најбољих на ВТА листи у појединачној конкуренцији и у конкуренцији парова. Сабаленка је своју прву гренд слем титулу освојила у конкуренцији парова на Отвореном првенству САД у тенису (2019) са белгијском тенисерком Елизе Мартенс. Освојила је титулу на Отвореном првенству Аустралије 2023. године у појединачној конкуренцији, победивши у финалу Јелену Рибакину.

## Гренд слем финала

### Појединачно (5)
| Исход  | Година | Турнир                 | Противница у финалу | Резултат      |
| Победа | 2023.  | Аустралијан опен       | Јелена Рибакина‎     | 4:6, 6:3, 6:4 |
| Финале | 2023   | Отворено првенство САД | Коко Гоф            | 6:2, 3:6, 2:6 |
| Победа | 2024.  | Аустралијан опен       | Џенг Ћинвен         | 6:3, 6:2      |
| Победа | 2024   | Отворено првенство САД | Џесика Пегула       | 7:5, 7:5      |
| Финале | 2025.  | Аустралијан опен       | Медисон Киз‎         | 3:6, 6:2, 5:7 |

### Парови  (1)
| Исход  | Година | Турнир                 | Подлога | Партнерка     | Противнице у финалу           | Резултат у финалу |
| ------ | ------ | ---------------------- | ------- | ------------- | ----------------------------- | ----------------- |
| Победа | 2019.  | Отворено првенство САД | тврда   | Елисе Мертенс | Викторија Азаренка Ешли Барти | 7:5, 7:5          |

## Приватни живот
Сабаленка је рођена 5. маја 1998. у главном граду Белорусије, Минску. Отац јој је био бивши белоруски хокејашки голман Сергеј Сабаленка који ју је и упознао са тенисом. Њен отац Сергеј ју је као малу шестогодишњу девојчицу одвео на тениски терен да одиграју један тениски меч, малој Арини се тенис свидео и од тога дана Арина је почела да тренира тенис. Дана 29. новембра 2019. Сабаленка је изгубила своју велику подршку у животу свог оца Сергеја који је изненада преминуо у 44. години. Једном приликом Сабаленка је изјавила да је њен отац имао само жељу да она постане број 1. Има млађу сестру, воли да своје слободно време проводи са својом породицом, да се дружи са пријатељима, гледа филмове и чита. Омиљена књига јој је Гроф Монте Кристо, а филмови: Титаник, Сам у кући и Никад не одустај. Сабаленка има тетоважу тигра на левој руци, због чега је добила надимак тигар. Студирала је на Белоруском државном универзитету на одсеку везаном за спорт. Тениски узори као малој су јој биле Серена Вилијамс и Марија Шарапова.